# Samuel Cheetham (cầu thủ bóng đá)
Samuel Cheetham (sinh năm 1896) là một cầu thủ bóng đá người Anh thi đấu ở vị trí hậu vệ phải.

## Sự nghiệp
Sinh ra ở Thatto Heath, Cheetham thi đấu cho Hull City, Bradford City và Colwyn Bay. Đối với Bradford City, ông có 57 lần ra sân ở Football League, ghi 9 bàn thắng; ông cũng có 7 lần ra sân ở Cúp FA, ghi 3 bàn thắng.